# Michał Żyro
Michał Żyro (* 20. September 1992 in Warschau) ist ein polnischer Fußballspieler. Er spielt im Mittelfeld vorzugsweise als Linksaußen.

## Karriere

### Verein

#### Legia Warschau
Michał Żyro spielte in seiner Jugend ab 1999 für KS Piaseczno und wechselte 2005 er in die Jugend des Erstligisten Legia Warschau. Dort schaffte er zu Beginn der Saison 2009/10 den Sprung in die erste Mannschaft, kam jedoch vorrangig in der zweiten Mannschaft, die in der separaten Nachwuchsliga Młoda Ekstraklasa spielt, zum Einsatz. Am 20. November 2009, dem 14. Spieltag der Saison 2009/10, debütierte er im Alter von 17 Jahren und zwei Monaten unter Trainer Jan Urban in der Ekstraklasa, als er im Heimspiel gegen Polonia Warschau (1:1) in der 89. Minute für Marcin Smoliński eingewechselt wurde. Anfang Mai 2011 gewann er mit Legia Warschau den polnischen Pokal. Während er in den ersten zwei Spielzeiten nur zu sieben Kurzeinsätzen gekommen war, etablierte er sich in der Saison 2011/12 als Stammspieler. Sein erstes Tor in der Ekstraklasa erzielte er am 23. Oktober 2011, dem 11. Spieltag der Saison 2011/12, im Heimspiel gegen Widzew Łódź (2:0), als er in der 65. Minute den Führungstreffer erzielte. Ende April 2012 gewann er mit Legia Warschau im Finale gegen Ruch Chorzów (3:0) zum zweiten Mal den Pokal und erzielte dabei ein Tor.

#### Wolverhampton Wanderers
Ab dem 2. Januar 2016 spielt Żyro für den englischen Zweitligisten Wolverhampton Wanderers. Er erhielt einen für dreieinhalb Jahre gültigen Vertrag.

### Nationalmannschaft
Michał Żyro spielte seit der U-16 für fast alle Jugendauswahlmannschaften des polnischen Fußballverbandes und debütierte für die polnische U-20 am 31. August 2011 im Spiel gegen die deutsche U-20 (2:4), als er in der Startelf stand und auch einen Treffer erzielte.
Am 2. Mai 2012 wurde er vom Nationaltrainer Franciszek Smuda für den Reservekader für die Fußball-Europameisterschaft 2012 in Polen und der Ukraine nominiert, obwohl er noch kein Länderspiel bestritten hatte. Da sich aber niemand verletzte, wurde er nicht nachnominiert.
Statt an der EM teilzunehmen, gab Żyro daher am 1. Juni 2012 sein Debüt für die polnische U-21 im Spiel gegen Moldawien (4:2), als er in der Startelf stand.

### Titel und Erfolge
- Polnischer Meister: 2013, 2014, 2016
- Polnischer Pokalsieger: 2011, 2012, 2013, 2015, 2016